# Monastérios carolíngios
Este artigo recolhe uma lista parcial das abadias existentes no Império Carolíngio, na Europa Ocidental, por volta do ano 800. A dinastia Carolíngia foi a linhagem dos reis francos que governaram a Europa Ocidental entre os séculos VIII e X (751-924). O seu nome deriva do seu fundador, o mordomo do palácio e vencedor da Batalha de Poitiers (732), Carlos Martel.
Os governantes carolíngios empreenderam um grande programa construtivo: entre 768 e 855, há evidências da construção de 417 estabelecimentos monacais (além de 27 novas catedrais e 100 residências reais); no reinado do próprio Carlos Magno, foram fundados 232 mosteiros, 16 catedrais e 65 palácios.
A tabela mostra algumas abadias fundadas anteriormente, da época merovíngia, mas que tiveram um papel de destaque no período carolíngio. Da mesma forma, são recolhidas algumas fundações posteriores, para melhor enquadrar cronologicamente as fundações.
Com o sombreado amarelo, são mostradas as abadias que desapareceram completamente, das quais apenas se conservam algumas ruínas, na melhor das hipóteses.
(Nesta tabela podem faltar algumas abadias: pode ajudar a completá-la).
| ª                                       | |                                                                                     | |                                                       |                     |                                      |
| --------------------------------------- | --- | ----------------------------------------------------------------------------------- | --- | ----------------------------------------------------- | ------------------- | ------------------------------------ |
| Imagem                                  | Data de fundação (tradicional)                                                                            | Nome da abadia                                                                      | Fundador (Tradicional) | Localização (hoje)                                    | país                | era                                  |
|                                         | 410 | Abadia de Lérins                                                                    | Honorado de Arles | Ilhas Lérins, Alpes Marítimos                         | França              |                                      |
|                                         | 459? | Abadia de São Maixent                                                               | Agápito, mas nomeado por Majentius |                                                       |                     | Merovíngios (420-751)                |
|                                         | século VI                                                                                                 | Dol Abadia                                                                          | Sansão de Dol |                                                       |                     | Merovíngios (420-751)                |
|                                         | século VI                                                                                                 | Saint-Pierre-le-Vif, Sens                                                           | Theudechild |                                                       |                     | Merovíngios (420-751)                |
|                                         | 515 | Abadia de São Maurício d'Agaune                                                     | Segismundo da Borgonha | Saint-Maurice (Suíça)                                 | Suíça               | Merovíngios (420-751)                |
|                                         | ca. 485                                                                                                   | Abadia de Landévennec                                                               | San Guénolé | Landévennec, Finisterre                               | França              | Merovíngios (420-751)                |
|                                         | 508 | Abadia de São Mesmin (suprimida na Revolução e os edifícios demolidos)              | Santo Euspício, arcipreste de Verdun | Saint-Pryvé-Saint-Mesmin, departamento de Loiret      | França              | Merovíngios (420-751)                |
|                                         | ca. 585-590                                                                                               | Abadia de Anneray                                                                   | Columbano de Luxeuil | La Voivre, Departamento de Haute-Saône                | França              | Merovíngios (420-751)                |
|                                         | ca. 585-590                                                                                               | Abadia de Luxeuil                                                                   | Columbano de Luxeuil | Luxeuil-les-Bains, Alto Saona                         | França              | Merovíngios (420-751)                |
|                                         | ca. 589                                                                                                   | Abadia de Marmoutier                                                                | São Léobard | Marmoutier, Baixo Reno                                | França              | Merovíngios (420-751)                |
|                                         | final do séc. VII                                                                                         | Abadia de Echternach                                                                | Willibrord de Utrecht | Echternach                                            | Luxemburgo          | Merovíngios (420-751)                |
|                                         | 612 | Abadia de San Gallo história                                                        | Galo (santo), companheiro de Santo Colombiano de Luxeuil. São Gall foi aqui sepultado e Carlos Martel nomeou um certo Othmar como guardião das relíquias. Durante o reinado de Pepino, o Breve, Othmar fundou as famosas escolas de Saint-Gall, onde as artes floresceram.                                                                     | Sankt Gallen                                          | Suíça               | Merovíngios (420-751)                |
|                                         | 614 | Abadia de Bobbio                                                                    | Colombiano de Luxeuil ou Bobbio | Bobbio, Emília-Romanha                                | Itália              | Merovíngios (420-751)                |
|                                         | Av. 616                                                                                                   | Abadia de Saint-Aufilho de Angers                                                   | Bobeno? | Ira                                                   | França              | Merovíngios (420-751)                |
|                                         | aprox. 620                                                                                                | Abadia de Remiremont                                                                | Romárico | Remiremont, Vosgos                                    | França              | Merovíngios (420-751)                |
|                                         | aprox. 620                                                                                                | Abadia de Faremoutiers                                                              | Tempestade de Borgonha | Faremoutiers                                          | França              | Merovíngios (420-751)                |
|                                         | 623/639                                                                                                   | Abadia de São Dinis                                                                 | Dagoberto I | Saint-Denis, Seine-Saint-Denis                        | França              | Merovíngios (420-751)                |
|                                         | 625/638                                                                                                   | Abadia de San Ricario                                                               | Ricário | Saint-Riquier, Somme, Picardia                        | França              | Merovíngios (420-751)                |
|                                         | 630 | Abadia dos Ferreiros                                                                | Discípulos de Columbano de Luxeuil | Ferrières-en-Gâtinais                                 | França              | Merovíngios (420-751)                |
| Ficheiro:Gent Blandijn 005. JPG         | 631? | Abadia de São Pedro (Gante)                                                         | Amando de Maastricht | Luvas                                                 | Predefinição:BONITO | Merovíngios (420-751)                |
|                                         | aprox. 633/639                                                                                            | Abadia de Saint-Amand                                                               | Amando de Maastricht | Saint-Amand-les-Eaux, departamento do Norte           | França              | Merovíngios (420-751)                |
|                                         | aprox. 630                                                                                                | Abadia de San Bavon (destruída em 1540)                                             | Amando de Maastricht | Luvas                                                 | Predefinição:BONITO | Merovíngios (420-751)                |
|                                         | Anos 630                                                                                                  | Abadia de Rebais                                                                    | Audoin de Rouen | Rebais, Sena e Marne                                  | França              | Merovíngios (420-751)                |
|                                         | Anos 630                                                                                                  | Abadia de Marchiennes                                                               | Discípulos de São Columba e Adalbaud, Duque de Douai | Marchiennes, departamento do Norte                    | França              | Merovíngios (420-751)                |
|                                         | aprox. 640                                                                                                | Abadia de Forest-Montiers                                                           | Ricário | Forest-Montiers                                       | França              | Merovíngios (420-751)                |
|                                         | 649 | Abadia de Nivelles                                                                  | Gertrudes de Nivelles, filha de Pipino de Landen, mordomo do palácio de Dagoberto I, rei da Austrásia | Níveis, Província do Brabante Valão                   | Predefinição:BONITO | Merovíngios (420-751)                |
|                                         | aprox. 640                                                                                                | Abadia Fleury                                                                       | Leodebaldo | Saint-Benoît-sur-Loire, Loiret, Centro                | França              | Merovíngios (420-751)                |
|                                         | aprox. 645                                                                                                | Abadia de Saint-Éloi de Noyon                                                       | Santo Elói, bispo de Noyon, com a ajuda de Clóvis II e da Rainha Bathilde | Noyon, Oise, Alta França                              | França              | Merovíngios (420-751)                |
|                                         | 648 | Abadia de Saint-Wandrille                                                           | Wandregisel | Rives-en-Seine, Sena Marítimo                         | França              | Merovíngios (420-751)                |
|                                         | 645-651                                                                                                   | Abadia dupla Stavelot-Malmedy                                                       | Remaclo |                                                       |                     | Merovíngios (420-751)                |
|                                         | 650 | Abadia de Hautvillers                                                               | São Nivard, Arcebispo de Reims | Hautvillers, departamento de Marne                    | França              | Merovíngios (420-751)                |
|                                         | Anos 650                                                                                                  | Abadia de São Bertin (St Omer)                                                      | Bertin |                                                       |                     | Merovíngios (420-751)                |
|                                         | 651 | Abadia de Crespin                                                                   | Landelino | Crespin (Norte)                                       | França              | Merovíngios (420-751)                |
|                                         | 654 | Abadia de Lobbes                                                                    | Landelino | Lobbes (Província de Henao)                           | Predefinição:BONITO | Merovíngios (420-751)                |
|                                         | 654 | Abadia de Jumièges                                                                  | Filiberto de Tournus | Jumièges, Sena Marítimo                               | França              | Merovíngios (420-751)                |
|                                         | 656 / 1ª menção 697                                                                                       | Abadia de Argenteuil                                                                | Ermenric e a sua esposa Nummane, ricos nobres da Nêustria | Argenteuil, Val-d'Oise                                | França              | Merovíngios (420-751)                |
|                                         | 657 | Abadia de Aulne (destruída em 1794)                                                 | Landelino | Gozée, Thuin (Província de Henao)                     | Bélgica             | Merovíngios (420-751)                |
|                                         | 657 | Abadia de Saint-Trond                                                               | Trudon. Primeiro como priorado monástico e no Predefinição:Séc. IX como abadia; suprimida em 1793, apenas se conservam restos da torre | Saint-Trond, Província de Limburgo                    | Predefinição:BONITO | Merovíngios (420-751)                |
|                                         | 658 | Abadia de Fécamp                                                                    | Waningus | Fécamp, Alta Normandia                                | França              | Merovíngios (420-751)                |
|                                         | aprox. 657/660                                                                                            | Abadia de Chelles                                                                   | Batilda de Ascânia, viúva do rei Clóvis II | Chelles, departamento de Sena y Marne                 | França              | Merovíngios (420-751)                |
|                                         | 660 950                                                                                                   | Abadia de São Quentin                                                               | Mommelin de Noyon. A abadia original, fundada em 660, foi destruída pelos Normandos em 882. Foi restaurada pelo Abade Anselmo por volta de 950. Alberto I de Vermandois, por vezes considerado o fundador da abadia, contribuiu para a instalação ca. 963 dos monges beneditinos) (declarado real em 1406).                                    | Saint-Quentin Aisne                                   | França              | Merovíngios (420-751)                |
|                                         | 660 977                                                                                                   | Abadia de Mont-St Quentin                                                           | Clodoveu II. Devastado pelos Vikings, foi restaurado por Alberto I de Vermandois em 977. | Mont Saint-Quentin (Péronne), Somme                   | França              | Merovíngios (420-751)                |
|                                         | aprox. 660                                                                                                | Abadia de Weissenburg (Alsácia)                                                     | Dagoberto I | Wissembourg, Baixo Reno                               | França              | Merovíngios (420-751)                |
|                                         | aprox. 660                                                                                                | Abadia de Corbie                                                                    | Batalha de Ascânia | Corvey, Picardia                                      | França              | Merovíngios (420-751)                |
|                                         | aprox. 660                                                                                                | Abadia de Nantua                                                                    | Amando de Maastricht |                                                       |                     | Merovíngios (420-751)                |
|                                         | 661 | Abadia de Barisis-aux-Bois, dependente da abadia de Saint-Amand                     | Saint-Amand, por cessão de Quilderico II e Biliquilda | Barisis-aux-Bois, Aisne                               | França              | Merovíngios (420-751)                |
|                                         | 667 | Abadia de Saint Vaast                                                               | Auberto de Cambrai | Arras, departamento de Pas-de-Calais                  | França              | Merovíngios (420-751)                |
|                                         | 672 | Abadia de Montier-en-Der                                                            | Bercario de Der, fidalgo e bispo | Montier-en-Der, Alto Marne                            | França              | Merovíngios (420-751)                |
|                                         | 674 | Abadia de Noirmoutier                                                               | Philibert de Tournus. Destruída pelos Sarracenos em 732, foi restaurada em 804 por Luís, o Piedoso, rei da Aquitânia | Noirmoutier-en-l'Île, Vendéia                         | França              | Merovíngios (420-751)                |
|                                         | 675 | Abadia de Mazerolles                                                                | Ansoaldo, bispo de Poitiers, que colocou à frente de Romanus, bispo escocês | Mazerolles (Viena)                                    | França              | Merovíngios (420-751)                |
|                                         | ca.677/680                                                                                                | Abadia de Orbais                                                                    | santo Réole, bispo de Reims | Orbais-l'Abbaye, Marne                                | França              | Merovíngios (420-751)                |
|                                         | 695/700                                                                                                   | Abadia de Kaiserswerth                                                              | Santo Suitberto de Kaiserswerth. Mosteiro beneditino fundado em 695/700. Destruída, foi novamente fundada em 877 por Luís III e colocada sob a sua proteção. Em 1273 foi cedido ao Arcebispado de Colónia. | Kaiserswerth, Renânia-Vestefália                      | Império Russo       | Merovíngios (420-751)                |
|                                         | final de século VII                                                                                       | Abadia de Metlach                                                                   | Lutwinus, Conde de Treves e Bispo de Treves | Metlach, Sarre                                        | Império Russo       | Merovíngios (420-751)                |
|                                         | Abadia de Nouaillé-Maupertuis do final do século VII - Nouaillé -Maupertuis- O Património de Viena]</ref> | Abadia de Nouaillé (Abadia de Nouaillé-Maupertuis)                                  | |                                                       |                     | Merovíngios (420-751)                |
|                                         | 708 | Abadia de Monte Saint-Michel história                                               | Auberto de Avranches | Monte Saint Michel, Baixa Normandia                   | França              | Merovíngios (420-751)                |
|                                         | 717 | Abadia de Flavigny                                                                  | amplo | Flavigny-sur-Ozerain, Côte-d'Or                       | França              | Merovíngios (420-751)                |
|                                         | 720/721                                                                                                   | Abadia de Prüm                                                                      | Bertrada de Prüm (bisavó de Carlos Magno) e Cariberto de Laon | Prüm, Renânia-Palatinado                              | Império Russo       | Merovíngios (420-751)                |
|                                         | antes de 722                                                                                              | Abadia de Honau                                                                     | Adalberto, Duque da Alsácia | La Wantzenau, Baixo Reno                              | França              | Merovíngios (420-751)                |
|                                         | 724 | Abadia de Fritzlar (Frideslar)                                                      | Bonifácio (mártir) | Fritzlar, Hesse                                       | Império Russo       | Merovíngios (420-751)                |
|                                         | 724 | Abadia de Reichenau história                                                        | Pirmínio | Reichenau (ilha do Lago Constança), Baden-Württemberg | Império Russo       | Merovíngios (420-751)                |
|                                         | 724/726                                                                                                   | Abadia de Ohrdrut                                                                   | Bonifácio de Mainz | Ohrdrut, Turíngia                                     | Império Russo       | Merovíngios (420-751)                |
|                                         | 725 | Abadia de Ochsenfurt                                                                | Bonifácio de Mainz | Ochsenfurt, Baviera                                   | Império Russo       | Merovíngios (420-751)                |
|                                         | 726 | Abadia de Novalese                                                                  | Abbo de Provence | Novalês, Turim                                        | Predefinição:NÓS    | Merovíngios (420-751)                |
|                                         | 727 | Abadia de Murbach                                                                   | Pirmino de Reichenau | Murbach, Alsácia                                      | França              | Merovíngios (420-751)                |
|                                         | 727 | Abadia de Gengenbach                                                                | Pirmino de Reichenau | Gengenbach, Baden-Württemberg                         | Império Russo       | Merovíngios (420-751)                |
|                                         | 731 ou 741                                                                                                | Abadia da Holanda                                                                   | Odilon I da Baviera | Holanda, Baviera                                      | Império Russo       | Merovíngios (420-751)                |
|                                         | 734 | Abadia de Amorbach                                                                  | Amor, discípulo de Pirmino de Reichenau | Amorbach, Baviera                                     | Império Russo       | Merovíngios (420-751)                |
|                                         | 735 | Abadia de Tauberbishopsheim                                                         | Boniface (mártir) fundou o mosteiro beneditino (também conhecido como mosteiro de Lioba), um dos primeiros mosteiros femininos alemães em Bischofsheim, e a sua parente, Santa Lioba, foi nomeada abadessa. | Tauberbischofsheim, Baden Württemberg                 | Império Russo       | Merovíngios (420-751)                |
|                                         | 736 (novo 769)                                                                                            | Abadia de Hersfeld                                                                  | Esturmio | Bad Hersfeld, Hesse                                   | Império Russo       | Merovíngios (420-751)                |
|                                         | 739/740                                                                                                   | Abadia de Benediktbeuern                                                            | Um membro da família Huosi | Kochel am See, Baviera                                | Império Russo       | Merovíngios (420-751)                |
|                                         | 740 | Abadia de Staffelsee                                                                | Elilando da família Huosi, Conde de Antdorf | Seehausen am Staffelsee, Baviera                      | Império Russo       | Merovíngios (420-751)                |
|                                         | aprox. 740 969 (2º fundo.)                                                                                | Abadia de Benedictbeuren                                                            | aprox. 740, 969 (2ª criação, por Wolfold) |                                                       |                     | Merovíngios (420-751)                |
|                                         | 742 | Abadia de Hornbach                                                                  | Pirmino de Reichenau | Hornbach, Reno-Palatinado                             | Império Russo       | Merovíngios (420-751)                |
| Ficheiro:Kathedrale Fulda-6385.jpg100px | 744 | Abadia de Fulda                                                                     | Sturm | Fulda, Hesse                                          | Império Russo       | Merovíngios (420-751)                |
|                                         | ca.746 (ou ca. 765)                                                                                       | Abadia de Tegernsee                                                                 | | Tegernsee, Baviera                                    | Império Russo       | Merovíngios (420-751)                |
|                                         | aprox. 746                                                                                                | Abadia de Kitzingen                                                                 | Santa Adeloga de Kitzingen (alegadamente), filha de Carlos Martel | Kitzingen, Baviera                                    | Império Russo       | Merovíngios (420-751)                |
|                                         | 748 | Abadia de Mondsee                                                                   | Odilon I Duque da Baviera | Ver o mês                                             | Predefinição:AUTO   | Merovíngios (420-751)                |
|                                         | 749 | Abadia de Gorze                                                                     | Crodegango de Metz | Gorze, departamento de Mosela                         | França              | Merovíngios (420-751)                |
|                                         | 750 | Abadia de Altomünster                                                               | Alto | Altomünster, Baviera                                  | Império Russo       | Merovíngios (420-751)                |
|                                         | 752 | Abadia de Kempdez                                                                   | Audogar | Kempten, Baviera                                      | Predefinição:GO     | Carolingios (751-924)                |
|                                         | aprox. 753                                                                                                | Abadia de Wessobrun                                                                 | Tasilón III Duque da Baviera | Weilheim, Baviera                                     | Império Russo       | Carolingios (751-924)                |
|                                         | 762 | Abadia de Schäftlarn                                                                | Waltrich | Schäftlarn, Baviera                                   | Império Russo       | Carolingios (751-924)                |
|                                         | 764 | Abadia de Ottobeuren                                                                | Totó | Ottobeuren, perto de Memmingen, Baviera               | Império Russo       | Carolingios (751-924)                |
|                                         | 764 | Abadia de Lorsch (história )                                                        | Conde franco Cancor | Lorsch, Distrito de Bergstraße, Hesse                 | Império Russo       | Carolingios (751-924)                |
|                                         | 775 | Abadia de Holzkirchen                                                               | Drudmunt, filho do Conde Franco Throand | Holzkirchen, Baviera                                  | Império Russo       | Carolingios (751-924)                |
| Ficheiro:Church Münsterblack. JPG       | aprox. 780                                                                                                | Abadia de Münsterschwarzach                                                         | Fastrada da Francónia, quarta mulher de Carlos Magno | Schwarzach, Baviera                                   | Império Russo       | Carolingios (751-924)                |
|                                         | 782 | Abadia de Frauenchiemsee                                                            | Tasilón III Duque da Baviera | Chiemsee, Baviera                                     | Império Russo       | Carolingios (751-924)                |
|                                         | aprox. 800                                                                                                | Abadia de San Miguel de Tonnerre                                                    | | Tonnerre, departamento de Yonne                       | França              | Carolingios (751-924)                |
|                                         | 819 (1ª menção)                                                                                           | Abadia de Saint-Genis-des-Fontaines                                                 | Século Centimirus | Saint-Génis-des-Fontaines, Pirenéus Orientais         | França              | Carolingios (751-924)                |
|                                         | 820 | Abadia de Saint-Mihiel                                                              | Conde Wulfoalde e sua esposa Adalsinde (original, a 708/09) Smaragdus (820, mudou-se para a localização actual) | São Mihiel,Mosa                                       | França              | Carolingios (751-924)                |
|                                         | 1º tempo S. IX                                                                                            | Abadia de Sarlat                                                                    | Pipino I da Aquitânia, primeira metade do século IX. A antiga igreja da abadia, hoje catedral de Sarlat, está preservada. | Charlet-la-Canéda, Dordonha                           | França              | Carolingios (751-924)                |
|                                         | 848 | Abadia de Saint-Martial                                                             | Carlos, o Calvo. A abadia de Saint-Martial nasceu em 848, por ordem de Carlos, o Calvo, da transformação de um capítulo de cânones ao serviço do túmulo de São Marcial de Limoges e dos seus santuários anexos num estabelecimento beneditino. Dissolvido em 1791, quando já estava abandonado, foi fisicamente desmantelado a partir de 1794. | Limoges, departamento de Alto Vienne                  | França              | Carolingios (751-924)                |
|                                         | 924 | Abadia de Blois                                                                     | Fundada por monges de Saint-Laumer que fugiram dos ataques vikings e construída no local atual no Predefinição:Século | Blois                                                 | França              | Carolingios (751-924)                |
|                                         | aprox. 1003/1004                                                                                          | Abadia de Loches                                                                    | Fulco Nerra, Conde de Anjou | Beaulieu-lès-Loches, departamento de Indre y Loire    | França              | Saxões (962-1024) Salios (1024-1125) |
|                                         | aprox. 1028                                                                                               | Abadia de Nossa Senhora da Caridade de Angers (no século XVI do Ronceray de Angers) | Hildegarda, segunda mulher de Fulco III de Anjou, conde de Anjou | Angers, departamento de Maine e Loire                 | França              | Saxões (962-1024) Salios (1024-1125) |
|                                         | 1083 | Abadia de Altmünster                                                                | Conrado I, Conde do Luxemburgo | Cidade do Luxemburgo                                  | Luxemburgo          | Saxões (962-1024) Salios (1024-1125) |
|                                         | 1093 | Abadia de Santa Maria Laach                                                         | Henrique II de Laach, Conde Palatino, e sua mulher, Adelaide de Orlamünde-Weimar, viúva de Hermano II da Lorena | Andernach, Reno-Palatinado                            | Império Russo       | Saxões (962-1024) Salios (1024-1125) |
|                                         | 1102 | Abadia de Lorch                                                                     | Duque Staufer Friedrich I e a sua família | Lorch, Baden-Württemberg                              | Império Russo       | Saxões (962-1024) Salios (1024-1125) |
|                                         | 1138 | Abadia de Hauterive (Altaripa)                                                      | Guilherme, senhor de Glâne, fundou a abadia cisterciense em 1138 | Hauterive, cantão de Friburgo                         | Predefinição:OURO   |                                      |
|                                         | ? | Abadia de Péronne                                                                   | |                                                       |                     |                                      |
|                                         | ? | Abadia de São Hubert                                                                | |                                                       |                     |                                      |
|                                         | ? | Abadia de São Nazaire                                                               | |                                                       |                     |                                      |